# Starogard Gdański (gmina)
Pour les articles homonymes, voir Gdanski.
Starogard Gdański est une gmina rurale du powiat de Starogard, Poméranie, dans le nord de la Pologne. Son siège est la ville de Starogard Gdański, bien qu'elle ne fasse pas partie du territoire de la gmina.
La gmina couvre une superficie de 196,16 km2 pour une population de 15 932 habitants en 2016.

## Géographie
La gmina inclut les villages de Barchnowy, Brzeźno Wielkie, Ciecholewy, Dąbrówka, Helenowo, Jabłowo, Janin, Janowo, Klonówka, Kochanka, Kokoszkowy, Kolincz, Koteże, Krąg, Kręgski Młyn, Linowiec, Lipinki Szlacheckie, Marywil, Najmusy, Nowa Wieś Rzeczna, Okole, Owidz, Owidz-Młyn, Płaczewo, Rokocin, Rywałd, Siwiałka, Stary Las, Sucumin, Sumin, Szpęgawsk, Trzcińsk, Żabno, Zduny et Żygowice.
La gmina borde la ville de Starogard Gdański et les gminy de Bobowo, Lubichowo, Pelplin, Skarszewy, Subkowy, Tczew et Zblewo.